# Маклахлен, Уэйд
Уэйд Маклахлен (англ. Wade MacLauchlan) — канадский ученый-юрист, политик, университетский администратор, политик и общественный деятель. 32-й премьер острова принца Эдуарда. Его правительство потерпело поражение на всеобщих выборах 23 апреля 2019 года. Маклахлен объявил о своем намерении уйти с поста лидера либералов 26 апреля 2019 года и завершил свой срок на посту премьер-министра 9 мая 2019 года.

## Биография

### Детство
Родился 10 декабря 1954 года в семье предпринимателей, третий из пяти детей Гарри и Марджори Маклахлен, живущих в Стэнхоупе. Стэнхоуп — старейшая шотландская община на Острове Принца Эдуарда. Маклахлены были первыми жителями Стэнхоупа, у них была большая семья в Стэнхоупе.
Рос в семье предпринимателей. Сначала семья жила в квартире над загородным универсальным магазином, который его отец Гарри открыл в Стэнхоупе в 1946 году в возрасте девятнадцати лет. Его родители были бизнесменами, занимавшимися туризмом, рыболовством, тяжелым строительством и рядом других предприятий в 1960-е годы.

Уэйд вместе с братом продавали журналы The Guardian утром и The Evening Patriot днем. Позже, Маклахлен вспоминал, что единственный совет, который дал его отец относительно того, что было довольно крупным коммерческим предприятием для двух молодых людей, заключался в том, что они должны прочитать газету, прежде чем продавать ее; 
«Другими словами, самое важное в бизнесе — знать, о чем ты говоришь»

### Президент Университета острова принца Эдуарда
В 1999 году Маклахлен был назначен пятым президентом Университета острова принца Эдуарда, первым уроженцем ОПЭ, занявшим эту должность.

Во время своего назначения Маклахлен сказал:
"Мы можем быть такими же великими, как любой университет в этой стране. Возможно, мы не такие большие, но можем быть такими же хорошими ".
В связи с сокращением численности молодежи зачисление было определено как проблема для УОПЭ и других атлантических университетов. С самого начала Маклахлен поставил цель увеличить набор студентов на дневную форму обучения до 2700 человек. Эта цель была превышена в течение двух лет; в 2001-02 годах в УОПЭ обучалось более 2850 студентов дневной формы обучения. К 2010-11 годам количество учащихся в УОПЭ выросло до чуть менее 4000 студентов дневной формы обучения.
Вторая цель, поставленная Уэйдом Маклахленом, когда он стал президентом УОПЭ, заключалась в удвоении объема финансирования исследований и разработок (в 1999 году внешнее финансирование исследований составляло 2 миллиона долларов в год.) К 2002 году внешнее финансирование исследований в УОПЭ увеличилось до 5,2 миллиона долларов. Общий годовой объем финансирования исследований в период с 2002 по 2007 год увеличился более чем на 150 % до 13,2 миллиона долларов, что принесло УОПЭ признание лучшим канадским университетом бакалавриата по росту финансирования исследований за пятилетний период.
Маклахлен также был сопредседателем Руководящего комитета Технологической дорожной карты, в котором приняли участие лидеры отрасли, университетские ученые, партнеры по государственному финансированию и представители федерального национального исследовательского совета.
После завершения 12-летнего срока пребывания на посту президента УОПЭ, Маклахлен ушел из университета в конце 2011 года и был назначен почетным президентом. Он продолжал активно участвовать в общественных делах и дебатах. В статье, опубликованной в шарлоттаунской Guardian в январе 2013 года, озаглавленной «P.E.I. нужна иммиграция и демографическая стратегия» Маклахлен подчеркнул важность срочности, сказав: «Поскольку в настоящее время все налажено, Остров Принца Эдуарда сталкивается с двумя демографическими проблемами: нас будет меньше, и мы будем старше. Оба они являются препятствиями для роста». Позже в статье Маклахлен сказал: «Если бы историю ОПЭ можно было изложить в трех словах, это было бы: „Расти или уходи“. Без возможностей расти и процветать люди уходят».

### Премьер-министрОстрова Принца Эдуарда
13 ноября 2014 года, 31-й премьер-министр Острова, либерал Роберт Гиз[англ] неожиданно объявил, что уйдет в отставку после выбора нового лидера Либеральной партии. Две недели спустя к Уэйду Маклахлену присоединились 19 из 23 членов фракции либералов в Общественном центре Северного берега в его родной общине, чтобы объявить, что он будет кандидатом на пост лидера партии. Он заявил: «У нас есть проблемы: фискальные, экономические, демографические, экологические и другие», и сказал, что хочет возглавить правительство, которое будет соответствовать этим вызовам, и провинцию, которую он предложил в качестве «главного оптимиста».
Маклахлен был единственным кандидатом на момент завершения выдвижения кандидатов 20 января 2015 года и был провозглашен лидером 21 февраля 2015 года. В своей речи на съезде лидеров Маклахлен сделал акцент на экономическом росте, демографических изменениях и открытом правительстве, сказав аудитории: «Процветание начинается с роста нашей экономики».
23 февраля 2015 года Маклахлен был приведен к присяге в качестве 32-го премьер-министра Острова Принца Эдуарда. В дополнение к посту премьер-министра, Маклахлен взял на себя функции министра финансов и энергетики, а также министра по межправительственным делам, делам аборигенов и франкоязычных стран в кабинете из восьми членов.
В ходе его правления, экономика Острова значительно улучшилась, а также произошёл рост и омоложение населения провинции. С 2015 по 2019 год ОПЭ лидировала среди всех провинций по экономическому росту, увеличившись на 16 процентов в реальном выражении за пять лет, в то время как общая экономика Канады выросла на 9 процентов за тот же период. Эти достижения привели к значительному росту занятости. С мая 2015 года по декабрь 2019 года в ОПЭ было создано 8 500 новых рабочих мест с полной занятостью, что составляет 14,2 % местного рынка труда. Рост произошел преимущественно в частном секторе, при этом значительный рост наблюдался в обрабатывающей промышленности, строительстве, сельском хозяйстве, рыболовстве, туризме, транспорте и оптовой торговле.
Экономический рост и рост рабочих мест сопровождались увеличением населения. За каждый год с 2015—2016 по 2018-19 годы ОПЭ лидировала среди всех провинций по темпам роста населения и иммиграции. Население ОПЭ выросло на 9 процентов со 144 546 человек в 2015 году до 156 947 человек в 2019 году. Впервые с 1968 года средний возраст жителей островов Принца Эдуарда снизился. Наблюдая за тем, как медианный возраст без исключения увеличился с 1969 по 2016 год, увеличившись с 25 до 44 лет, ОПЭ стала единственной канадской провинцией, в которой медианный возраст снижался в течение трех лет подряд, снизившись до 43,2 в 2019 году.
Рост населения и омоложение население Острова повлекли за собой повышенный спрос на жилье. Осенью 2013 года доля вакантных арендных площадей на острове составляла 7,1 %. К концу 2018 года в PEI был самый низкий уровень вакантных арендных площадей в Канаде — 0,2 %, из-за чего многие называют ситуацию жилищным кризисом. В марте 2018 года правительство Маклахлена опубликовало пятилетний План действий в области жилищного строительства, разработанный совместно с провинциальной Целевой группой по жилищному обеспечению, назначенной в конце 2017 года. План действий предусматривает целый ряд программ и партнерств, включая инвестиции в новое доступное жилье впервые с начала 1990-х годов и утроение надбавок к арендной плате, зависящих от дохода. В 2019 году было построено рекордное количество новых жилых единиц, а доля вакантных арендных площадей в провинции выросла до 1,2 %.
26 апреля 2019 ушел в отставку.